# Albertisia villosa
Albertisia villosa là một loài thực vật có hoa trong họ Biển bức cát. Loài này được (Exell) Forman mô tả khoa học đầu tiên năm 1975.